# Charolles
Charolles é uma comuna francesa na região administrativa de Borgonha-Franco-Condado, no departamento Saône-et-Loire. Estende-se por uma área de 19,92 km². Em 2010 a comuna tinha 3 246 habitantes (densidade: 163 hab./km²). É banhada pelo rio Arconce.